# Божия Матерь Акитская

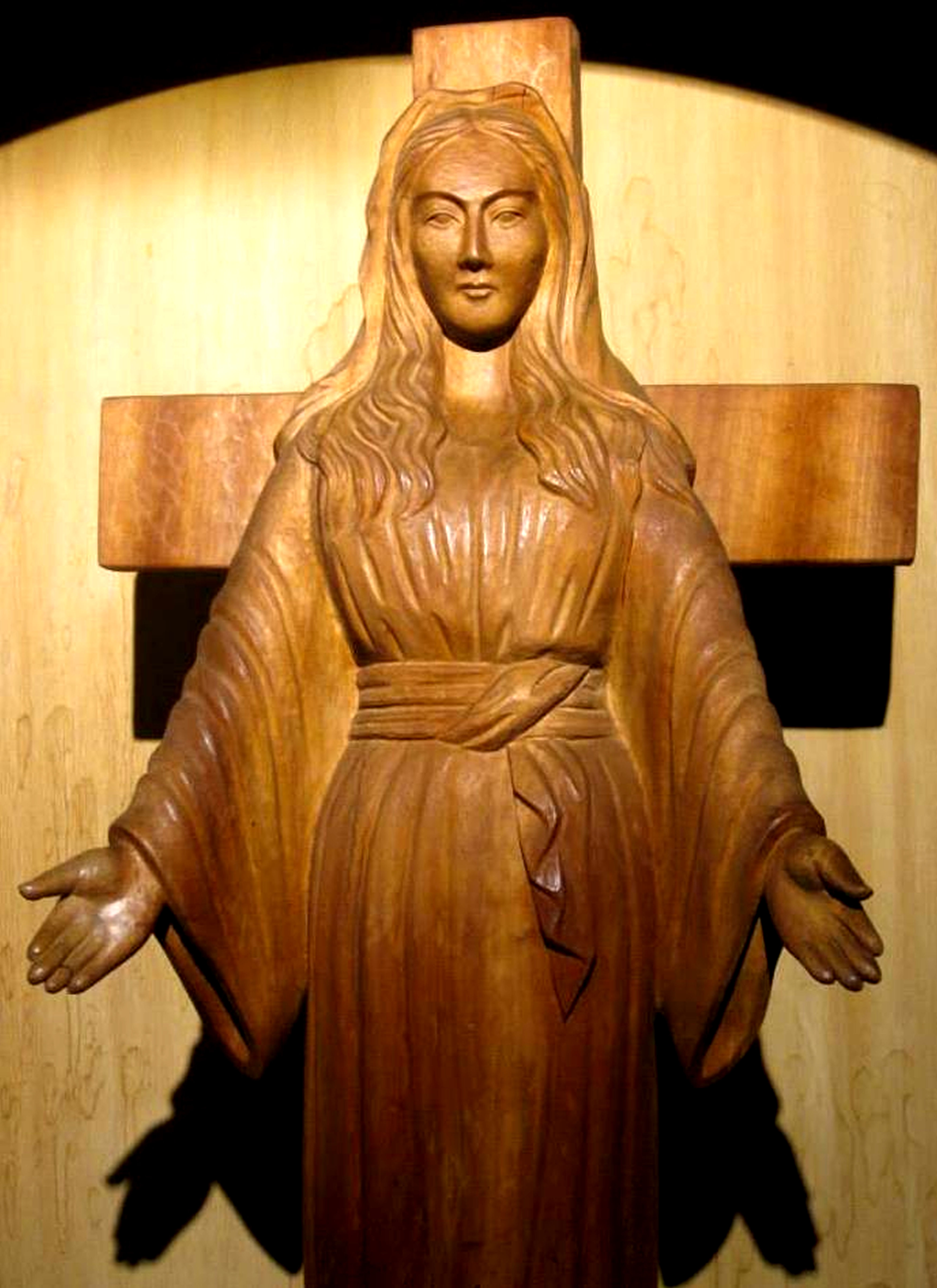

Богородица являлась монахине Агнессе Кацуко Сасагаве в 1973 году
в местечке Юзавадай в префектуре
Акита на острове
Хонсю в Японии.
Божия Матерь сообщила сестре Агнессе три послания.
Явления признаны истинными 22 апреля 1984 года правящим архиереем Акитской епархии
Римско-Католической Церкви.
В июне 1988 года Йозеф Ратцингер, кардинал-префект
Конгрегации доктрины веры
дал окончательное решение (definitive judgement)
на события в Аките,
признав их надёжными и достоверными (worthy of belief).

## Монахиня Агнесса
На протяжении нескольких десятилетий
Агнесса Сасагава
имела множество проблем со здоровьем.
В возрасте 19-ти лет
ей неудачно была сделана операция по удалению аппендикса.
В результате её нервная система была парализована и
на шестнадцать лет она оказалась прикованной к постели.
Агнессу переводили из одной больницы в другую,
ей было сделано несколько операций.
За это время она обратилась в католическую веру
и, наконец, стала монахиней монастыря
Пресвятой Девы Марии в Нагасаки.
Через четыре месяца после пострига
её здоровье резко ухудшилось.
Десять дней Агнесса находилась без сознания
и врачи признали её безнадёжной.
Несмотря на такой диагноз,
после принятия святой воды из
Лурдского источника,
сестра Агнесса стала поправляться.
В 1969 году сестра Агнесса перешла в орден
Сестёр служительниц Иисуса в Евхаристии.
В 1973 году она полностью оглохла и в таком состоянии
удалилась в отдалённый монастырь
в местечке Юдзавадай в префектуре
Акита на острове
Хонсю в Японии.
Сасагава скончалась 15 августа 2024 года в возрасте 93 лет в Аките, Япония, в монастыре, где она жила.

## История событий
12 июня 1973 года сестра Агнесса вдруг увидела
яркий свет, исходящий из Дарохранительницы.
То же самое происходило в два последующих дня — 13 и 14 июня.
28 июня 1973 года во время молитвы Агнесса
испытала резкую боль в левой руке — как будто её пронзила игла —
и на ладони появилась кровавая рана в виде креста.
В последующие дни боль усилилась.
6 июля 1973 года во время молитвы в монастырской часовне
Агнесса услышала голос,
исходящий от статуи Божией Матери.
Агнесса услышала первое из трёх
посланий Девы Марии.
В этот же день, 6 июля 1973 года, сёстры обнаружили
кровоточе́ние из правой руки деревянной статуи Божией Матери.
Рана на руке Божией Матери исчезла только
29 сентября 1973 года.
В этот же день, 29 сентября 1973 года, на лбу и шее статуи
появились обильные капли пота.
3 августа 1973 года сестра Агнесса услышала
второе послание.
13 октября 1973 года Агнесса получила
третье, последнее, послание.
Источение слёз статуей Божией Матери транслировалось
по национальному японскому телевидению.

## Позиция Церкви
В апреле 1984 года Его Высокопреосвященство Иоанн Сёдзиро Ито, епископ Ниигаты,
после многолетнего исследования явлений,
официально признал акитские явления истинными
и призвал всех верующих епархии воздавать благоговейное почитание
Божией Матери Акитской.
22 апреля 1984 года епископ Ито,
после восьмилетнего исследования трёх посланий Божией Матери,
официально признал послания Божией Матери Акитской истинными.
Это решение было принято епископом Иоанном после
консультации с Конгрегацией доктрины веры
и с
кардинал-префектом
Конгрегации Йозефом Ратцингером
(с 19 апреля 2005 года — Папа Бенедикт XVI).
Было признано истинным, что в японском городке Акита статуя Богоматери источала кровь, пот и слёзы.
Эти факты были засвидетельствованы более чем 500-ми христианами и нехристианами,
включая буддийского мэра города;
а монахиня Агнесса Кацуко Сасагава получила стигматы и послания Божией Матери.
В июне 1988 года Йозеф Ратцингер, кардинал-префект
Конгрегации доктрины веры
дал окончательное решение (definitive judgement)
на события в Аките и послания Божией Матери Акитской,
признав их надёжными и достоверными (worthy of belief).

## Послания Божией Матери Акитской
Моя дочь, моя послушница.
Ты хорошо повиновалась мне,
оставив всё и последовав за мной.
Болят ли твои уши?
Будь уверена — твоя глухота будет исцелена.
Будь терпелива. Это твоё последнее испытание.
Страдаешь ли ты от боли в руке?
Молись в возмещение за грехи людей.
Каждая сестра в этом монастыре — моя незаменимая дочь.
Хорошо ли ты читаешь молитву
Служанок Евхаристии?
Давай помолимся вместе:

«О, Пресвятое Сердце Иисуса,
истинно присутствующее в Святой Евхаристии!
Я посвящаю (предаю/вручаю) моё тело и душу для полного единения с Твоим Сердцем,
которое постоянно приносится в жертву
на всех алтарях мира,
вознося славу Отцу,
умоляя о пришествии Царствия Его.
Прошу, прими меня как скромное приношение.
Используй меня по Твоему усмотрению
во славу Отца и для спасения душ.»

«О, Пресвятая Богоматерь.
Не дай мне никогда отделяться от Твоего Божественного Сына.
Прошу, защити и огради меня как Своё особое дитя.»

Много молись за папу, епископов и священников.
С тех пор как ты крестилась,
ты всегда верно молилась за них.
Продолжай молиться очень много… очень много.
Расскажи настоятелю всё, что произошло сегодня
и слушайся его во всём, что он скажет тебе.
Ваш настоятель сейчас всем сердцем ждёт ваших молитв.
Оригинальный текст (яп.)「私の娘よ、私の修練女よ、すべてを捨ててよく従ってくれました。耳の不自由は苦しいですか。きっと治りますよ。忍耐して下さい。最後の試練ですよ。
　手の傷は痛みますか。人々の罪の償いのために祈って下さい。ここの一人ひとりが、私のかけがえのない娘です。聖体奉仕会の祈りを心して祈っていますか。さあ一緒に祈りましょう。…（聖体奉仕会の祈りを一緒に唱える。）…
　教皇、司教、司祭のためにたくさん祈って下さい。あなたは、洗礼を受けてから今日まで、教皇、司教、司祭のために祈りを忘れないで、よく唱えてくれましたね。これからもたくさん、たくさん、唱えて下さい。今日のことをあなたの長上に話して、長上のおっしゃるままに従って下さい。あなたの長上は、いま熱心に祈りを求めていますよ。」

Первое послание Божией Матери Акитской. 6 июля 1973 года.

Моя дочь, моя послушница. Любишь ли ты Господа?
Если ты любишь Господа, слушай то, что Я должна сказать тебе.

Это очень важно. Сообщи это своему настоятелю.

Много людей в этом мире огорчают Господа.
Я ищу души, которые утешили бы Его.
Для того чтобы умиротворить гнев Небесного Отца,
Я ищу, вместе с моим Сыном, души,
которые будут возмещать (компенсировать) за грешников и неблагодарных,
предлагая (жертвуя) Богу свои страдания и бедность вместо них.

Чтобы мир узнал ярость Небесного Отца по отношению к современному миру,
Он собирается наложить великое наказание на всё человечество.
С моим Сыном, много раз я пыталась умиротворить гнев Небесного Отца.
Я предотвратила приход наказания, предлагая Ему страдания Его Сына на Кресте,
Его Драгоценную Кровь и сострадательные души, которые умиротворяют Небесного Отца…
группу жертвенных душ, переполненных любовью.

Молитва, покаяние, честная бедность и отважные жертвенные дела
могут смягчить гнев Небесного Отца.
Я желаю этого также от вашей обители:
пожалуйста, увеличьте нестяжание (бедность),
углубите покаяние и молитесь среди вашей бедности
в возмещение за неблагодарность и оскорбления
по отношению к Господу со стороны стольких многих людей.
Повторяйте молитву Служительниц Пресвятого Сердца Иисуса
во время Святой Евхаристии, осознавая её значение.
Осуществите её на деле.
Предложите вашу жизнь Богу в возмещение за грехи.
Пусть каждая старается, делая как можно больше,
по мере своей способности и положения,
полностью предложить себя Богу.

Даже в мирском обществе молитва необходима.
Души, желающие молиться, уже собираются вместе в этой обители.
Не уделяя слишком много внимания внешней форме,
пылко и непоколебимо молитесь, чтобы умилостивить Господа.

Оригинальный текст (яп.) 「私の娘よ。私の修練女よ、主を愛し奉っていますか。主をお愛しするなら、私の話を聞きなさい。これは重大なことです。そしてあなたの長上に告げなさい。
　世の多くの人々は主を悲しませております。私は主を慰めるものを望んでおります。天のおん父のお怒りをやわらげるために、罪人や忘恩者に代わって苦しみ、貧しさをもってこれを償う霊魂を、おん子とともに望んでおります。
　おん父がこの世に対して怒り給うておられることを知らせるために、おん父は全人類の上に大いなる罰をくだそうとしておられます。おん子とともに何度も、そのお怒りをやわらげるよう努めました。おん子の十字架の苦しみ、おん血を示して、おん父をお慰めする至愛なる霊魂、その犠牲者となる集まりを捧げて、お引きとめしてきました。
　祈り、苦行、貧しさ、勇気ある犠牲的行為は、おん父のお怒りをやわらげることができます。あなたの会にも私はそれを望んでいます。貧しさを尊び、貧しさの中にあって、多くの人々の忘恩、侮辱の償いのために、改心して祈って下さい。聖体奉仕会の祈りを心して祈り、実践して、贖罪のために捧げて下さい。各自の能力、持ち場を大切にして、そのすべてをもって捧げるように。
　在俗会であっても祈りが必要です。もはやすでに祈ろうとする霊魂が集められています。形にこだわらず、熱心をもって、ひたすら聖主をお慰めするために祈って下さい。
（ちょっと間をおいて）
　あなたが心の中で思っていることは、まことか？　まことに捨て石になる覚悟がありますか。主の浄配になろうとしている私の修練女よ。花嫁がその花婿にふさわしいものとなるために、３つの釘で十字架につけられる心をもって誓願をたてなさい。清貧、貞潔、従順の三つの釘です。その中でも基は従順です。全き服従をもって、あなたの長上に従いなさい。あなたの長上は、よき理解者となって、導いてくれるでしょうから。」

Второе послание Божией Матери Акитской. 3 августа 1973 года.

Моя дорогая дочь, слушай внимательно то, что Я должна сказать тебе,
и передай мои послания твоему настоятелю.

Как Я уже говорила тебе,
если люди не раскаются и не улучшатся,
то Небесный Отец наложит великое наказание на всё человечество.
Определённо, это наказание будет больше,
чем Потоп; оно будет такое, какого мир никогда не видел прежде.

Огонь низвергнется с неба и больша́я часть человечества погибнет…
Хорошие наряду с плохими погибнут, не убережётся ни священник, ни верующий.
Уцелевшие подвергнутся таким ужасным испытаниям,
что они будут завидовать умершим.
Единственным оружием, которое останется для вас, будут
Розарий и знамение, оставленное моим Сыном.

Каждый день повторяйте молитвы Розария.
По Розарию молитесь за епископов и священников.
Деятельность дьявола проникнет даже в Церковь.
Кардиналы будут против других кардиналов и епископы противостанут другим епископам.

Священников, благоговеющих передо Мною,
будут презирать и осуждать их сослуживцы;
церкви и алтари будут разграблены;
Церковь будет наполнена теми, кто соглашается на компромиссы,
и демон будет искушать многих священников и верующих
оставить службу Господу.

Демон усиленно старается повлиять на души, посвятившие себя Богу.
Размышление о погибели стольких многих душ есть причина моей печали.
Если грехи будут продолжаться совершаться и дальше,
для них не будет больше прощения.

Смело передай эти послания настоятелю.
Он велит каждой из вас продолжать
непоколебимо молиться и подвизаться в возмещение (искупление) греха богохульства,
приказывая всем вам пламенно молиться.
Молись очень много, читая молитвы Розария.
Только Я могу ещё помочь вам от приближающихся бедствий.
Те, кто полностью доверятся Мне, получат необходимую помощь.
Оригинальный текст (яп.) 「愛する娘よ、これから私の話すことをよく聞きなさい。そしてあなたの長上に告げなさい。
　前にも伝えたように、もし人々が悔い改めないなら、おん父は、全人類の上に大いなる罰を下そうとしておられます。そのときおん父は、大洪水よりも重い、いままでにない罰を下されるに違いありません。火が天から下り、その災いによって人類の多くの人々が死ぬでしょう。よい人も悪い人とともに、司祭も信者とともに死ぬでしょう。生き残った人々には、死んだ人々を羨むほどの苦難があるでしょう。
　その時わたしたちに残る武器は、ロザリオと、おん子の残された印だけです。毎日ロザリオの祈りを唱えて下さい。ロザリオの祈りをもって、司教、司祭のために祈って下さい。
　悪魔の働きが、教会の中にまで入り込み、カルジナルはカルジナルに、司教は司教に対立するでしょう。わたしを敬う司祭は、同僚から軽蔑され、攻撃されるでしょう。祭壇や教会が荒らされて、教会は妥協するものでいっぱいになり、悪魔の誘惑によって、多くの司祭、修道者がやめるでしょう。
　特に悪魔は、おん父に捧げられた霊魂に働きかけております。たくさんの霊魂が失われることがわたしの悲しみです。これ以上罪が続くなら、もはや罪のゆるしはなくなるでしょう。
　勇気をもって、あなたの長上に告げて下さい。あなたの長上は、祈りと贖罪のわざに励まねばならないことを、一人ひとりに伝えて、熱心に祈ることを命じるでしょうから。
　あなたに声を通して伝えるのは今日が最後ですよ。これからはあなたに遣わされているものと、あなたの長上に従いなさい。
　ロザリオの祈りをたくさん唱えて下さい。迫っている災難から助けることができるのは、わたしだけです。わたしによりすがるものは、助けられるでしょう」

Третье послание Божией Матери Акитской. 13 октября 1973 года.

## Новое послание
27 октября 2019 года католическая радиостанция WQPH 98.3 FM, вещающая в американском штате Массачусетс, сообщила, что Сасагава получила новое послание. 6 октября 2019 года Сасагаву разбудил ее ангел-хранитель и сказал: «Покрой себя пеплом и, пожалуйста, молись каждый день по четкам. Стань как ребенок. Приносите жертвы каждый день».

Это речь сестры Сасагавы, которую сестра М слышала из первых уст.

В воскресенье, 6 октября, в 3:30 утра в Аките передо мной (сестрой Сасагавой) предстал тот же ангел, что и около 30 лет назад (см. примечание 1).  Сначала ангел сказал мне (сестре Сасагаве) нечто личное.

Хорошая вещь, которую можно передать всем: «Покройтесь пеплом» (см. Примечание 2) «и, пожалуйста, молитесь покаянным розарием каждый день.  Вы (сестра Сасагава) становитесь как ребенок, и каждый день, пожалуйста, приносите жертву».

Сестра М спросила г-жу С.: «Могу ли я рассказать об этом всем?», на что сестра М ответила: «Хорошо, сестра Сасагава».  Кроме того, «Пожалуйста, молитесь, чтобы я (Сасагава) могла быть как ребенок и приносить жертвы», - сказала г-жа С., как услышала сестра М.

-конец сообщения-

Примечание 1: В Аките ангел, явившийся перед сестрой Сасагавой, был женщиной, и, не задумываясь, сестра Сасагава проговорила: «Старшая сестра».  Ей показалось, что она похожа на свою старшую сестру, которая умерла.  Ей ответили: «Нет, я - то, что защищает тебя».

А потом: «Пойдем в церковь», - и Сасагава была направлена туда.  (Считается, что это ангел-хранитель Комацу).

Примечание 2: Пророчество Ионы (Иона 3:1-10) (первое чтение 8 октября), одетые в мешковину и сидящие на пепле. 
Оригинальный текст (яп.)これはシスター笹川が言われたことを直接聞いたシスターＭの言葉です。

10月6日（日）の午前3時半頃に、秋田で30何年か前に私（シスター笹川）に現れたと同じ天使（注１）が現れました。天使は最初に私（シスター笹川）にプライベートなことを話しました。
皆さんに伝えて良いのは、「灰をかぶって（注２）悔い改めのロザリオを毎日祈ってください。あなた（シスター笹川）は幼子のようになって、毎日犠牲を捧げてください」
シスターＭからこのことを聞いたＳさんは、皆さんに知らせて良いですか？とお聞きしたところ、シスターＭを介してシスター笹川は、良いと言われました。また、「私（笹川）が幼子のようになって、毎日犠牲を捧げることが出来るように祈って下さい」とＳさんにシスターＭを介して言われました。
注１：秋田でシスター笹川に現れた天使は女性で、思わずシスター笹川は「お姉さん」と言ってしまいました。亡くなったお姉さんに似ていたそうです。その方は、「いいえ、私はあなたを守るものです」と言われました。そして、「聖堂に行きましょう」と笹川を導かれました。（守護の天使と思われます　小松）
注２：ヨナの預言３：１～１０（10月8日の第１朗読）粗布をまとって灰の上に座し

以上です。

27 октября 2019